# لئوپولد فون زاخر-مازوخ
لئوپولد فون زاخر-مازوخ (به آلمانی: Leopold von Sacher-Masoch) (زاده ۱۸۳۶ در لمبرگ - درگذشته ۱۸۹۵ در لیندهایم) یک نویسنده اتریشی - آلمانی بود.
وی رمانهای عاشقانه‌ای نوشته که در آنها شیوه عشقی عجیبی مبتنی بر درد کشیدن عاشق از طرف معشوق وجود دارد که آن شیوه پس از وی به مازوخیسم (خود آزاری) معروف شده‌است.
پدرش لئوپولد رئیس شهربانی ایالت گالیسیا بود و وی ابتدا در آن ایالت مقیم بود و سپس در دبیرستان پراگ و دانشگاه گراتس به تحصیل پرداخت. اولین داستان‌هایش به نام «یک حکایت گالیسی» در ۱۸۴۸ انتشار یافت و او را مشهور کرد. آثار وی آینه زندگانی مردم گالیسی در آن زمان است.

## آثار
- ونوس خزپوش ۱۸۶۹
- ایده‌های زمان ما ۱۸۷۵
- «سرگذشت‌های گالیسی» ۱۸۷۵
- «حکایات لهستانی» ۱۸۸۷
- «حکایات یهودی» ۱۸۸۱